# Djibo Yacouba
Djibo Yacouba (* 28. Februar 1923 in Téra; † 4. August 1968 in Niamey) war ein nigrischer Politiker und Diplomat.

## Leben
Djibo Yacouba ging zunächst in seinem Geburtsort Téra und in Niamey zur Schule und besuchte er von 1940 bis 1943 die École normale William Ponty. Nach seinem Militärdienst arbeitete er als Lehrer in Niamey. Er prägte neben Mahamane Dan Dobi, Souleymane Ly und Zada Niandou das Theaterleben in den städtischen Zentren Nigers in den 1940er und 1950er Jahren. In seinem Theaterstück Le Marché noir befasste er sich mit Problemen des Lebens in der Stadt in Afrika.
Im Jahr 1958 wurde Djibo Yacouba als PPN-RDA-Abgeordneter für Téra in die Territorialversammlung, die spätere Nationalversammlung, gewählt. Unter Präsident Hamani Diori diente er zunächst ab 3. Januar 1959 als Minister für Viehwirtschaft in der Nachfolge von Samna Maïzoumbou. Am 18. Oktober 1959 wurde er Minister für Viehwirtschaft und Tierindustrie, am 31. Dezember 1960 Minister für die Wirtschaft im ländlichen Raum und am 25. Juni 1963 Minister für Verteidigung, Information und Jugend. Er verließ die Regierung am 24. November 1965. Neuer Verteidigungsminister wurde Noma Kaka, die Ressorts Information und Jugend übernahm Boukary Sabo. Noch im November 1965 wurde Yacouba als Botschafter in Belgien und Repräsentant bei der EWG nach Brüssel bestellt.
Djibo Yacouba war mit der Frauenrechtlerin Fatou Djibo verheiratet. Er starb bei einem Autounfall. In Niamey wurde eine Straße, die avenue Yacouba Djibo, nach ihm benannt.